# Liste der gambischen Leichtathletikrekorde
Die gambischen Leichtathletik-Landesrekorde sind Bestleistungen von gambischen Athleten, die bei Disziplinen der Leichtathletik aufgestellt worden sind.

## Freiluftrekorde
Legende: grün hinterlegt: Rekord noch nicht ratifiziert; rot hinterlegt: Rekord nicht beim Gambischen Leichtathletikverband (Gambia Athletics Association, GAA) verzeichnet.
ht = hand timing, von Hand gestoppt.
| 100 m | 10,16 (+1,1 m/s)  | Suwaibou Sanneh                                     | 30. Mai 2013       | Twilight Series #3                                | New York City, USA         | [ 1 ]  |                |           |        |
| 150 m | 15,68 (+1,0 m/s)  | Tijan Ketia                                         | 22. September 2020 | Miting Ciutat de Barcelona                        | Barcelona, Spanien         | [ 2 ]  |                |           |        |
| 200 m | 20,45 (+1,8 m/s)  | Adama Jammeh                                        | 26. Juni 2016      | Leichtathletik-Afrikameisterschaften 2016         | Durban, Südafrika          | [ 3 ]  |                |           |        |
| 400 m | 45,48             | Dawda Jallow                                        | 3. April 1993      |                                                   | Atlanta, USA               |        |                |           |        |
| 800 m | 1:47,20           | Edrissa Marong                                      | 20. April 2019     | Leichtathletik-Juniorenafrikameisterschaften 2019 | Abidjan, Elfenbeinküste    |        |                |           |        |
| 1500 m | 3:50,77           | Ansu Sowe                                           | 25. August 2007    | Leichtathletik-Weltmeisterschaften 2007           | Osaka, Japan               | [ 4 ]  |                |           |        |
| 3000 m | 8:32,8 (ht)       | Nfamara Njie                                        | 18. April 2015     |                                                   | Lecce, Italien             |        |                |           |        |
| 5000 m | 14:16,42          | Nfamara Njie                                        | 1. Juni 2017       |                                                   | Ponzano Veneto, Italien    | [ 5 ]  |                |           |        |
| 10.000 m | 30:03,77          | Nfamara Njie                                        | 14. Mai 2016       |                                                   | Rom, Italien               |        |                |           |        |
| 10 km (Straße) | 32:34             | Muhammad Lamin Bah                                  | 15. September 2018 | 11. Wertachlauf                                   | Wehringen, Deutschland     | [ 6 ]  |                |           |        |
| Halbmarathon | 1:08:16           | Muhammad Lamin Bah                                  | 7. Oktober 2018    | Bremen-Marathon                                   | Bremen, Deutschland        | [ 7 ]  |                |           |        |
| Marathon | 2:22:06           | Ousman Jaiteh                                       | 7. April 2019      | Mailand-Marathon                                  | Mailand, Italien           | [ 8 ]  |                |           |        |
| 110 m Hürden | 14,70 (−1,6 m/s)  | Menseh Elliot                                       | 30. Juni 2012      | African Championships                             | Porto-Novo, Benin          |        |                |           |        |
| 400 m Hürden | 55,43             | Lamin Sanneh                                        | 16. Mai 2015       |                                                   | Dakar, Senegal             |        |                |           |        |
| 400 m Hürden | 54,26             | Habib Jallow                                        | 13. Mai 2017       | NSIC Conference Championship                      | Saint Paul, USA            | [ 9 ]  |                |           |        |
| 3000 m Hindernis | 9:45,50           | Peter Ceesay                                        | 15. April 1989     |                                                   | Wichita, USA               |        |                |           |        |
| Hochsprung | 2,18 m            | Sheikh Tidiane Faye                                 | November 1974      |                                                   | Banjul, Gambia             |        |                |           |        |
| Stabhochsprung | 5,55 m            | Lamin Krubally                                      | 3. Juli 2022       | Stabhochsprung Meeting Rottach-Egern              | Rottach-Egern, Deutschland | [ 10 ] |                |           |        |
| Weitsprung | 7,95 m            | Babou Saine                                         | 26. April 1991     |                                                   | Springfield, USA           |        |                |           |        |
| Dreisprung | 15,05 m           | Jim Malleh Wadda                                    | Juli 1978          |                                                   | Banjul, Gambia             |        |                |           |        |
| Kugelstoßen | 12,62 m           | Ismaila Kah                                         | 31. Juli 1993      |                                                   | Banjul, Gambia             |        |                |           |        |
| Diskuswurf | 36,94 m           | Dodou Jatta                                         | 4. April 1970      |                                                   | Dakar, Senegal             |        |                |           |        |
| Hammerwurf |                   |                                                     |                    |                                                   |                            |        |                |           |        |
| Speerwurf | 49,60 m           | Ismaila Kah                                         | 26. Juni 1993      |                                                   | Banjul, Gambia             |        |                |           |        |
| Zehnkampf |                   |                                                     |                    |                                                   |                            |        |                |           |        |
| \| 100 m (Wind) \| Weitsprung (Wind) \| Kugelstoßen \| Hochsprung \| 400 m \| 110 H (Wind) \| Diskus \| Stabhochsprung \| Speerwurf \| 1500 m \| \| ------------ \| ----------------- \| ----------- \| ---------- \| ----- \| ------------ \| ------ \| -------------- \| --------- \| ------ \| \| \| \| \| \| \| \| \| \| \| \| |                   |                                                     |                    |                                                   |                            |        |                |           |        |
| 20-km-Gehen (Straße) |                   |                                                     |                    |                                                   |                            |        |                |           |        |
| 50-km-Gehen (Straße) |                   |                                                     |                    |                                                   |                            |        |                |           |        |
| 4-mal-100-Meter-Staffel | 40,20             | Adama Jammeh Abdoule Assim Ebrima Camara Alieu Joof | 19. Mai 2017       | Islamic Solidarity Games                          | Baku, Aserbaidschan        | [ 11 ] |                |           |        |
| 4-mal-400-Meter-Staffel | 3:13,21           | K. M. Lamine M. Ismaila J. Bakary Ebrima Ceesay     | 21. Juli 2007      | Afrikaspiele 2007                                 | Algier, Algerien           |        |                |           |        |
| 100 m (Wind) | Weitsprung (Wind) | Kugelstoßen                                         | Hochsprung         | 400 m                                             | 110 H (Wind)               | Diskus | Stabhochsprung | Speerwurf | 1500 m |
| |                   |                                                     |                    |                                                   |                            |        |                |           |        |

### Frauen
| Disziplin | Leistung         | Athlet                                                 | Datum              | Event                                           | Ort                           | Anmerkung |
| --- | ---------------- | ------------------------------------------------------ | ------------------ | ----------------------------------------------- | ----------------------------- | --------- |
| 100 m | 11,13 (−1,2 m/s) | Gina Bass                                              | 27. August 2019    | Afrikaspiele 2019                               | Rabat, Marokko                | [ 12 ]    |
| 200 m | 22,58 (+1,8 m/s) | Gina Bass                                              | 30. August 2019    | Afrikaspiele 2019                               | Rabat, Marokko                | [ 12 ]    |
| 400 m | 54,98            | Binta Jallow                                           | 17. April 2019     | Leichtathletik-Jugendafrikameisterschaften 2019 | Abidjan, Elfenbeinküste       | [ 13 ]    |
| 800 m | 2:05,41          | Adama Njie                                             | 28. Juni 2001      |                                                 | Lagos, Nigeria                |           |
| 1500 m | 4:45,3           | Sona Saho                                              | 12. Mai 2017       | West Africa Championship                        | Conakry, Guinea               | [ 14 ]    |
| 3000 m | 10:39,20         | Mam Touray                                             | 11. Juni 2016      |                                                 | Banjul, Gambia                |           |
| 5000 m |                  |                                                        |                    |                                                 |                               |           |
| 10.000 m |                  |                                                        |                    |                                                 |                               |           |
| 10 km (Straße) | 37:25            | Mariama T. Jallow                                      | 26. Mai 2013       | Great Manchester Run                            | Manchester, Großbritannien    | [ 15 ]    |
| Halbmarathon | 1:22:08          | Mariama T. Jallow                                      | 12. Mai 2013       | Sheffield Half Marathon                         | Sheffield, Großbritannien     | [ 16 ]    |
| Marathon | 2:45:00          | Mariama T. Jallow                                      | 18. September 2016 | Kassel-Marathon                                 | Kassel, Deutschland           | [ 17 ]    |
| 100-Meter-Hürdenlauf | 14,70 (−1,4 m/s) | Nusrat Ceesay                                          | 12. Juni 2013      | Meeting Iberoamericano de Atletismo             | Huelva, Spanien               |           |
| 400-Meter-Hürdenlauf | 57,24            | Nusrat Ceesay                                          | 20. April 2012     | Azusa Pacific Bryan Clay Invitational           | Azusa, USA                    | [ 18 ]    |
| 3000 m Hindernis |                  |                                                        |                    |                                                 |                               |           |
| Hochsprung | 1,65 m           | Mama Gassama                                           | 11. Mai 2001       |                                                 | Bakau, Gambia                 |           |
| Hochsprung | 1,65 m           | Mama Gassama                                           | 12. Oktober 2003   | Afrikaspiele 2003                               | Abuja, Nigeria                |           |
| Hochsprung | 1,65 m           | Mama Gassama                                           | 10. Juli 2004      |                                                 | Dakar, Senegal                |           |
| Stabhochsprung | 1,50 m           | Hadja Fanta Sidibeh Jambo                              | 19. April 2009     |                                                 | Castellar del Vallès, Spanien |           |
| Weitsprung | 5,73 m           | Fatou Tiyana                                           | 29. Juni 2007      |                                                 | Bakau, Gambia                 |           |
| Dreisprung | 10,64 m          | Jankey Sowe Dem                                        | 19. Juni 2010      | Campionat Catalunya Cadet                       | Vic, Spanien                  |           |
| Kugelstoßen | 10,72 m          | Mariama Conteh                                         | 13. Mai 2017       | West Africa Championships                       | Conakry, Guinea               | [ 19 ]    |
| Diskuswurf | 21,24 m          | Fatou Ceesay                                           | 13. April 1968     |                                                 | Dakar, Senegal                |           |
| Hammerwurf |                  |                                                        |                    |                                                 |                               |           |
| Speerwurf | 25,52 m          | Jankey Sowe Dem                                        | 5. Mai 2013        | Final A Campionat Catalunya Clubs 2013          | Barcelona, Spanien            |           |
| Siebenkampf |                  |                                                        |                    |                                                 |                               |           |
| \| 100 m Hürden \| Hochsprung \| Kugelstoßen \| 200 m (Wind) \| Weitsprung (Wind) \| Speerwurf \| 800 m \| \| ------------ \| ---------- \| ----------- \| ------------ \| ----------------- \| --------- \| ----- \| \| \| \| \| \| \| \| \| |                  |                                                        |                    |                                                 |                               |           |
| 20-km-Gehen (Straße) |                  |                                                        |                    |                                                 |                               |           |
| 50-km-Gehen (Straße) |                  |                                                        |                    |                                                 |                               |           |
| 4-mal-100-Meter-Staffel | 47,18            | Jabou Jawo Amie Ndow Victoria Decker Georgiana Freeman | 11. August 1984    | Olympische Sommerspiele 1984                    | Los Angeles, USA              |           |
| 4-mal-400-Meter-Staffel | 3:52,8           | ?                                                      | 14. Mai 2017       |                                                 | Conakry, Guinea               |           |
| 100 m Hürden | Hochsprung       | Kugelstoßen                                            | 200 m (Wind)       | Weitsprung (Wind)                               | Speerwurf                     | 800 m     |
| |                  |                                                        |                    |                                                 |                               |           |

## Halle

### Männer
| Disziplin | Leistung   | Athlet              | Datum            | Event                                        | Ort                        | Anmerkung |
| --- | ---------- | ------------------- | ---------------- | -------------------------------------------- | -------------------------- | --------- |
| 60 m | 6.71       | Jaysuma Saidy Ndure | 19. Februar 2006 |                                              | Mustasaari, Finnland       |           |
| 200 m | 22,73      | Yusupha Bojang      | 30. März 2003    |                                              | Manchester, Großbritannien |           |
| 400 m | 46,62      | Dawda Jallow        | 28. Februar 1991 |                                              | Gainesville, USA           |           |
| 800 m | 1:51,92    | Omar Jammeh         | 21. Januar 2018  | Baden-Württembergische Hallenmeisterschaften | Mannheim, Deutschland      | [ 20 ]    |
| 1500 m | 4:06,32    | Nfamara Njie        | 31. Januar 2015  |                                              | Bari, Italien              |           |
| 3000 m |            |                     |                  |                                              |                            |           |
| 60 m Hürden |            |                     |                  |                                              |                            |           |
| Hochsprung |            |                     |                  |                                              |                            |           |
| Stabhochsprung | 5,02 m     | Alhaji Jeng         | 6. Februar 1999  |                                              | Göteborg, Schweden         |           |
| Weitsprung | 7,81 m     | Sheikh Tidiane Faye | 5. Februar 1977  |                                              | Bloomington, USA           |           |
| Dreisprung | 14,91 m    | Jim Wadda           | 25. Januar 1980  |                                              | Cosford, Großbritannien    |           |
| Kugelstoßen |            |                     |                  |                                              |                            |           |
| Siebenkampf |            |                     |                  |                                              |                            |           |
| \| 60 m \| Weitsprung \| Kugelstoßen \| Hochsprung \| 60 m H \| Stabhochsprung \| 1000 m \| \| ---- \| ---------- \| ----------- \| ---------- \| ------ \| -------------- \| ------ \| \| \| \| \| \| \| \| \| |            |                     |                  |                                              |                            |           |
| 5000 m Gehen |            |                     |                  |                                              |                            |           |
| 4-mal-400-Meter-Staffel |            |                     |                  |                                              |                            |           |
| 60 m | Weitsprung | Kugelstoßen         | Hochsprung       | 60 m H                                       | Stabhochsprung             | 1000 m    |
| |            |                     |                  |                                              |                            |           |

### Frauen
| Disziplin | Leistung   | Athlet                    | Datum            | Event                                 | Ort                             | Anmerkung |
| --- | ---------- | ------------------------- | ---------------- | ------------------------------------- | ------------------------------- | --------- |
| 60 m | 7,11       | Gina Bass                 | 19. Februar 2020 | Meeting Hauts de France Pas de Calais | Liévin, Frankreich              | [ 21 ]    |
| 200 m | 28,25      | Hadja Fanta Sidibeh Jambo | 11. Januar 2009  |                                       | Vilafranca del Penedés, Spanien |           |
| 400 m |            |                           |                  |                                       |                                 |           |
| 800 m |            |                           |                  |                                       |                                 |           |
| 1500 m |            |                           |                  |                                       |                                 |           |
| 3000 m |            |                           |                  |                                       |                                 |           |
| 60 m Hürden | 11,16      | Hadja Fanta Sidibeh Jambo | 17. Januar 2009  |                                       | Vilafranca del Penedés, Spanien |           |
| Hochsprung | 1,41 m     | Hawa Sawaneh              | 8. Februar 2015  |                                       | Val-de-Reuil, Frankreich        |           |
| Stabhochsprung |            |                           |                  |                                       |                                 |           |
| Weitsprung |            |                           |                  |                                       |                                 |           |
| Dreisprung | 9,11 m     | Hawa Sawaneh              | 15. Februar 2015 |                                       | Val-de-Reuil, Frankreich        |           |
| Kugelstoßen |            |                           |                  |                                       |                                 |           |
| Pentathlon |            |                           |                  |                                       |                                 |           |
| \| 60 m Hürden \| Hochsprung \| Kugelstoßen \| Weitsprung \| 800 m \| \| ----------- \| ---------- \| ----------- \| ---------- \| ----- \| \| \| \| \| \| \| |            |                           |                  |                                       |                                 |           |
| 3000 m Gehen |            |                           |                  |                                       |                                 |           |
| 4-mal-400-Meter-Staffel |            |                           |                  |                                       |                                 |           |
| 60 m Hürden | Hochsprung | Kugelstoßen               | Weitsprung       | 800 m                                 |                                 |           |
| |            |                           |                  |                                       |                                 |           |